# Günther Rausch
Günther Robert Rausch (auch Günter Rausch, * 19. Mai 1909 in Sondershausen; † 12. November 1964 in Hamburg) war ein deutscher SS-Führer. Als Führer des Sonderkommandos 7b in den Einsatzgruppen der Sicherheitspolizei und des SD war er am Holocaust in der Sowjetunion beteiligt.

## Leben
Günther Rausch trat zum 1. April 1930 der NSDAP (Mitgliedsnummer 224.360) und ein Jahr später der SS (SS-Nummer 17.852) bei. Er wurde vor Ausbruch des Krieges an einer SS-Junkerschule ausgebildet und war Mitarbeiter des Reichssicherheitshauptamtes.
Von Juni 1941 bis Januar/Februar 1942 führte Rausch das Sonderkommando 7b in der Einsatzgruppe B im Krieg gegen die Sowjetunion. Anstelle von Rausch nahm dessen Stellvertreter Waldemar Klingelhöfer an der Einsatzbesprechung in Pretzsch teil. Unter Rauschs Führung traf das Sonderkommando 7b am 24. Juni 1941 zusammen mit den anderen Einheiten der Einsatzgruppe B in der Region Warschau im Generalgouvernement ein. Sonderkommando 7b folgte der vorrückenden 2. Armee auf der Nordroute und erreichte am 26./27. Juni Brest. Dort ermordete das Sonderkommando 7b mit Hilfe des Polizeibataillons 307 etwa 5.000 Brester Juden im Vorort Kotelna. Der weitere Vormarsch des Sonderkommandos erreichte erst Baranowicze und am 4. Juli Minsk. Von Oktober bis November 1941 mordeten die Angehörigen des Sonderkommandos 7b unter Rauschs Führung im Gebiet um Orel, Brjansk, Klinzy und schließlich vor Tula, dem Punkt des weitesten Vorrückens der Einsatzgruppe B, bevor die Wehrmacht in der Schlacht um Moskau zurückgeworfen wurde. Am 15. Februar 1942 wurde er als Kommandoführer von Adolf Ott abgelöst.
Sein Vorgesetzter, der Kommandeur der Einsatzgruppe B und SS-Brigadeführer Erich Naumann, wurde nach dem Krieg im Einsatzgruppen-Prozess zum Tode verurteilt. Auch Rauschs zeitweiliger Stellvertreter Waldemar Klingelhöfer wurde im selben Prozess angeklagt und zum Tode verurteilt. Später wurde das Urteil auf "Lebenslänglich" herabgesetzt. Im Prozess wurden als Anklagepunkte u. a. zusammengefasste Einsatzgruppenmeldungen des Sonderkommandos 7b vorgebracht, die in die Kommandozeit von Rausch fallen. Von 22. Juni bis 14. November 1941 meldete dessen Sonderkommando 7b die Erschießung von 1822 Personen im jeweiligen Einsatzgebiet. Zwischen September und Oktober 1941 meldete er zusätzlich im Gebiet von Retschyza in Belarus 216 erschossene Juden.
Seinen höchsten Dienstgrad erreichte Rausch im November 1942 mit der Beförderung zum SS-Obersturmbannführer. Er wurde u. a. mit dem Eisernen Kreuz II. Klasse und dem Kriegsverdienstkreuz I. Klasse mit Schwertern ausgezeichnet.
Ab April 1944 war Rausch Kommandeur der Sicherheitspolizei und des Sicherheitsdienstes (KdS) für Nordfrankreich mit Dienstsitz in Lille (damals als  Rijsel bezeichnet). Sein Vorgesetzter war der Befehlshaber der Sicherheitspolizei und des Sicherheitsdienstes (BdS) für Belgien und Nordfrankreich Constantin Canaris.
Rausch starb am 12. November 1964 an Leukämie in Hamburg.